# Klein Jauer (Altdöbern)
Klein Jauer (niedersorbisch Jaworka) war ein Ortsteil der Gemeinde Altdöbern im heutigen Landkreis Oberspreewald-Lausitz. Der Ort wurde im Jahr 1985 zugunsten des Braunkohletagebau Greifenhain abgebrochen und die 116 Einwohner des Ortes wurden umgesiedelt.

## Lage
Klein Jauer lag in der Niederlausitz, südöstlich von Altdöbern. Das Ortsgebiet wurde in den Jahren 1985 bis 1986 durch den Tagebau Greifenhain zugunsten der Braunkohlegewinnung abgebrochen. Umliegende Ortschaften waren Neudorf im Norden, Pritzen im Nordosten, Kunersdorf im Südosten, Woschkow im Süden, Groß Jauer im Westen und Altdöbern im Nordwesten. Klein Jauer lag an einer Verbindungsstraße zwischen Altdöbern und Neupetershain.

## Geschichte
Klein Jauer wurde am 22. Juli 1377 erstmals urkundlich erwähnt. Damals lautete der Ortsname Kleine Jaworka, er ist von dem niedersorbischen Wort jawor für „Spitzahorn“ abgeleitet. Bis 1635 gehörte Klein Jauer zum Markgraftum Niederlausitz und war somit Teil der böhmischen Kronländer. Durch den Frieden von Prag kam der Ort schließlich zum Kurfürstentum Sachsen.
Ab 1806 gehörte Klein Jauer zum neu gebildeten Königreich Sachsen. Nach dem Wiener Kongress und der dort beschlossenen Teilung des Königreiches Sachsen kam Klein Jauer zusammen mit der gesamten Niederlausitz an das Königreich Preußen. Ab der im Jahr 1816 durchgeführten Gebietsreform gehörte der Ort zum Landkreis Calau in der Provinz Brandenburg. Das Rittergut Klein Jauer war zusammen mit dem Rittergut Muckwar den Standesherren auf Altdöbern unterstellt und hatte eine Schatzung von 700 Gulden abzugeben. Die Fläche des Gutes war unbekannt, es gab jedoch keinen grundherrschaftlichen Grundbesitz. 1844 gab es in Klein Jauer 20 Wohngebäude, der Ort hatte 89 Einwohner und war nach Altdöbern gepfarrt. 1852 hatte Klein Jauer 124 Einwohner, womit der Ort größer war als das benachbarte Groß Jauer. 1867 hatte Klein Jauer 132 Einwohner und es gab eine Ziegelei und eine Wassermühle.
Bei der Volkszählung vom 1. Dezember 1871 setzte sich die Bevölkerung der Landgemeinde Klein Jauer wie folgt zusammen: Es gab 25 Familien und 128 Einwohner, davon waren 65 männlich und 63 weiblich. 32 Einwohner waren jünger als zehn Jahre und alle Einwohner in Klein Jauer waren evangelisch-lutherischer Konfession. 1875 hatte Klein Jauer 130 Einwohner. Bei der Volkszählung im Dezember 1910 wurden in Klein Jauer 141 Einwohner gezählt. Nach dem Ende des Zweiten Weltkrieges wurden die Herren von Witzleben-Alt-Doebern, die zuletzt die Grundherrschaft über Klein Jauer besaßen, enteignet und das Land auf Neubauern aufgeteilt. In der Sowjetischen Besatzungszone und ab 1949 in der DDR blieb Klein Jauer beim Landkreis Calau.
Am 1. Juli 1950 wurde der Landkreis Calau in Landkreis Senftenberg umbenannt. Am gleichen Tag wurde Klein Jauer nach Altdöbern eingemeindet. Bei der DDR-Kreisreform am 25. Juli 1952 kam der Ort somit zum Kreis Calau im Bezirk Cottbus. In den 1980er-Jahren erreichte der Braunkohletagebau Greifenhain den Ort Klein Jauer. Bis 1985 wurden die zuletzt 116 Einwohner des Dorfes umgesiedelt, Klein Jauer wurde im folgenden Jahr abgerissen und das Land durch den Tagebau in Anspruch genommen. 1992 wurde der Tagebau eingestellt und das Restloch geflutet. An der Stelle des früheren Dorfes befindet sich heute der Altdöberner See. Verwaltungstechnisch gehört die ehemalige Gemarkung von Klein Jauer heute zum Landkreis Oberspreewald-Lausitz in Brandenburg.

## Nachweise
1. ↑  Klein Jauer/Jaworka im Archiv verschwundener Orte. In: archiv-verschwundene-orte.de. Abgerufen am 1. April 2017.
2. ↑  Seit 50 Jahren geht es im Park geordnet zu. In: lr-online.de. Lausitzer Rundschau, 28. Dezember 2007, archiviert vom Original (nicht mehr online verfügbar) am 2. April 2017; abgerufen am 1. April 2017.  Info: Der Archivlink wurde automatisch eingesetzt und noch nicht geprüft. Bitte prüfe Original- und Archivlink gemäß Anleitung und entferne dann diesen Hinweis.
3. ↑  Reinhard E. Fischer: Die Ortsnamen der Länder Brandenburg und Berlin. Alter – Herkunft – Bedeutung. be.bra Wissenschaft, Berlin 2005, S. 83.
4. ↑  Heinrich Berghaus: Landbuch der Mark Brandenburg und des Markgrafthums Niederlausitz in der Mitte des 19. Jahrhunderts. Becker, Potsdam/Brandenburg 1856, S. 572 (online).
5. ↑  Topographisch-statistische Uebersicht des Regierungs-Bezirks Frankfurt a. d. O. Gustav Harnecker’s Buchhandlung, Frankfurt a. O. 1844 Online bei Google Books, S. 23.
6. ↑  Topographische Uebersicht des Appellationsgerichts-Departements Frankfurt a/O. Verlag von Gustav Harnecker u. Co. 1856, S. 127 (Online).
7. ↑  Topographisch-statistisches Handbuch des Regierungs-Bezirks Frankfurt a. O. Verlag von Gustav Harnecker u. Co., 1867 Online bei Google Books, S. 26.
8. ↑  Königliches Statistisches Bureau: Die Gemeinden und Gutsbezirke des Preußischen Staats und ihre Bevölkerung. Teil II: Provinz Brandenburg, Berlin 1873, S. 210f., Nr. 59 (online).
9. ↑  Klein Jauer/Jaworka. Archiv verschwundener Orte, abgerufen am 15. Juni 2020.